# Communauté d'agglomération de la région nazairienne et de l'estuaire
Comunidad de aglomeración de la région nazarienne et de  l'estuaire (CARENE) es una estructura intercomunalidad, centrada en la ciudad de Saint-Nazarie. Está situado en el departamento Loire-Atlantique departamentos de Francia, en la región Pays de la Loire, en el oeste de Francia. Fue creado en diciembre de 2000. Su sede está en Saint-Nazaire. Su superficie es de 320,3 km2. Su población era de 124.487 habitantes en 2017, de los cuales 69.993 en Saint-Nazaire propiamente dicha.

## Composición
La comunidad de aglomeración se compone de los siguientes 10 municipios:
1. Besné
2. La Chapelle-des-Marais
3. Donges
4. Montoir-de-Bretagne
5. Pornichet
6. Saint-André-des-Eaux
7. San Joaquín
8. Saint-Malo-de-Guersac
9. Saint-Nazarie
10. Trignac